# Linux International

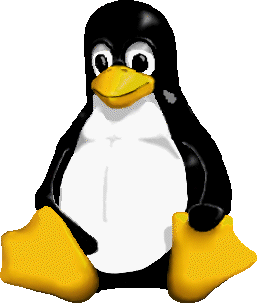
Logo del Sistema Operativo Linux.

Linux International es una organización creada por Linus Torvalds, el creador de la idea base y primeras versiones del kernel del sistema operativo GNU/Linux basándose a su vez, en el sistema operativo basado en Unix, Minix.
Linux International se encarga, sin ánimo de lucro, de distribuir información acerca de GNU/Linux, además de ciertas actividades relacionadas con la promoción de Linux en ferias de informática, así como dar cierta ayuda económica a programadores, procedentes de donaciones a Linux International.
Esta organización también se ocupa de mantener el buen nombre de Linux.

## Breve historia de Linux
En 1991, con 23 años, un estudiante de informática de la Universidad de Helsinki (Finlandia) llamado Linus Torvalds se propone como entretenimiento hacer un sistema operativo que se comporte exactamente igual al sistema operativo UNIX, pero que funcione sobre cualquier ordenador compatible PC. Posteriormente Linus tuvo que poner como requisito mínimo que el ordenador tuviese un procesador i386, ya que los ordenadores con CPU más antiguas no facilitaban el desarrollo de un sistema operativo compatible con UNIX.
Un factor decisivo para el desarrollo y aceptación de Linux va a ser la gran expansión de Internet. Internet facilitó el trabajo en equipo de todos los que quisieron colaborar con Linus y fueron aportando todos los programas que vienen con UNIX. Linus no pretendía crear todos los programas que vienen con UNIX. Su objetivo fundamental era crear un núcleo del S.O. (sistema operativo) que fuera totalmente compatible con el de UNIX y que permitiera ejecutar todos los programas gratuitos compatibles UNIX desarrollados por la Free Software Foundation (fundada por Richard Stallman) que vienen con licencia GNUF.1. Esta licencia impide poner precio a los programas donados a la comunidad científica por sus propietarios (programas libres) y obliga a que si se escriben nuevos programas utilizando código de programas libres, estos sean también libres.
Para crear su núcleo, Linus se inspiró en Minix, una versión reducida de UNIX desarrollada por el profesor Andy Tanenbaum para que sus alumnos pudieran conocer y experimentar con el código de un sistema operativo real.
Linus escribió un pequeño núcleo que tenía lo necesario para leer y escribir ficheros en un disquette. Estamos a finales de agosto de 1991 y Linus ya tiene la versión 0.01. Como no era muy agradable de usar y no hacia gran cosa, no lo anunció. Le puso como nombre Linux, que es un acrónimo en inglés de Linus UNIX (‘el UNIX de Linus’).
Hoy Linux es ya un clónico de UNIX completo y hay muchas personas escribiendo programas para Linux. Incluso las empresas están empezando a escribir programas para Linux ya que el nivel de aceptación que ha tenido es enorme.

## Distribuciones de Linux
A continuación se presenta una lista no exhaustiva con algunas de las distribuciones de Linux más usadas en la actualidad:
| Distribuciones más conocidas y utilizadas |                          |                                                               |                     |                     |
| Nombre - distro                           | Fecha de lanzamiento     | Herramientas de actualización/administración                  | Gestor de paquetes  | Formato de paquetes |
| Slackware                                 | 16 de julio de 1993      | Gslapt, Slackpkg, Swaret                                      | pkgtool, Slackpkg   | .tgz                |
| Debian GNU/Linux                          | 16 de agosto de 1993     | aptitude, apt-get, synaptic, dpkg, adept                      | APT                 | .deb                |
| Red Hat Linux                             | 13 de mayo de 1995       | RPM Package Manager                                           | RPM Package Manager | .rpm                |
| Knoppix                                   | 30 de septiembre de 2000 | aptitude, apt-get, synaptic, dpkg, adept                      | APT                 | .deb                |
| Gentoo Linux                              | 31 de marzo de 2002      | ebuild. emerge                                                | Portage             | fuentes/.tar.gz     |
| Arch Linux                                | 1 de junio de 2002       | Pacman, AUR                                                   | Pacman              | pkg.tar.xz/fuentes  |
| PCLinuxOS                                 | 24 de octubre de 2003    | apt-rpm                                                       | APT                 | .rpm                |
| Fedora                                    | 6 de noviembre de 2003   | DNF (PackageKit)                                              | RPM, YUM            | .rpm                |
| Ubuntu                                    | 20 de octubre de 2004    | aptitude, apt-get, synaptic, dpkg; sources.list               | APT                 | .deb                |
| CentOS                                    | 14 de mayo de 2004       | DNF; PackageKit                                               | RPM, YUM            | .rpm                |
| openSUSE                                  | 6 de octubre de 2005     | ZYpp, YaST2, zypper                                           | RPM                 | .rpm                |
| Linux Mint                                | 27 de agosto de 2006     | aptitude, apt-get, synaptic, dpkg; sources.list; MintSoftware | APT                 | .deb                |
| Mageia                                    | 1 de junio de 2011       | urpmi/Rpmdrake                                                | RPM                 | .rpm                |
| Manjaro                                   | 10 de julio de 2011      | Pacman, Yay , AUR                                             | Pacman              | pkg.tar.xz          |

## Linux enfocadas en la educación argentina
Hay relación directa sobre Linux y algunas de sus versiones como Ubuntu y Huayra con el programa Conectar Igualdad en la República Argentina. Ya que desde 2010 se ejecutó este programa con la idea de «un alumno, una computadora» en el nivel medio o secundario. El objetivo es acortar la brecha digital y obtener otro enfoque a partir del uso de las nuevas tecnologías o las denominados TIC (Tecnología de la Información y la Comunicación).
Todos los equipos vienen cargados con el sistema operativo Linux o Huayra y lo acompaña también Windows como alternativa de usos para los usuarios. Además posee un sistema de seguridad con servidores de Ubunto o Debian.